# Jabłonica (gmina)
Jabłonica – dawna gmina wiejska w powiecie nadwórniańskim województwa stanisławowskiego II Rzeczypospolitej. Siedzibą gminy była Jabłonica.
Gminę utworzono 1 sierpnia 1934 r. w ramach reformy na podstawie ustawy scaleniowej z dotychczasowej gminy wiejskiej Jabłonica.
Pod okupacją zniesiona i przekształcona w gminę Tatarów.